# Drapeaux d'Honneur de 1830
Ne doit pas être confondu avec Drapeau de la Belgique.
Les Drapeaux d'Honneur de 1830 sont une série de drapeaux belges dans leur configuration de l'époque (disposés horizontalement avec le rouge en haut, le jaune au milieu et le noir en bas) attribués à titre honorifique à cent communes situées dans les frontières initiales de la Belgique (à l'exception de Paris), pour leur participation à la révolution belge de 1830. 
Ils font partie des « Récompenses Nationales » décernées au sens large par l’État belge, au même titre que les Croix de fer ou les Étoiles d'honneur de 1830.
Ils furent remis aux différentes délégations des communes le 27 septembre 1832 par le premier roi des Belges, Léopold Ier, lors d'une cérémonie officielle à Bruxelles, capitale du nouveau royaume de Belgique, indépendant du Royaume uni des Pays-Bas depuis le 4 octobre 1830.
Ils sont l'une des dernières utilisations officielles connues du drapeau belge au format horizontal, ce dernier devenant vertical dès 1831, avec le noir à la hampe.

## Mise en place

### Contexte

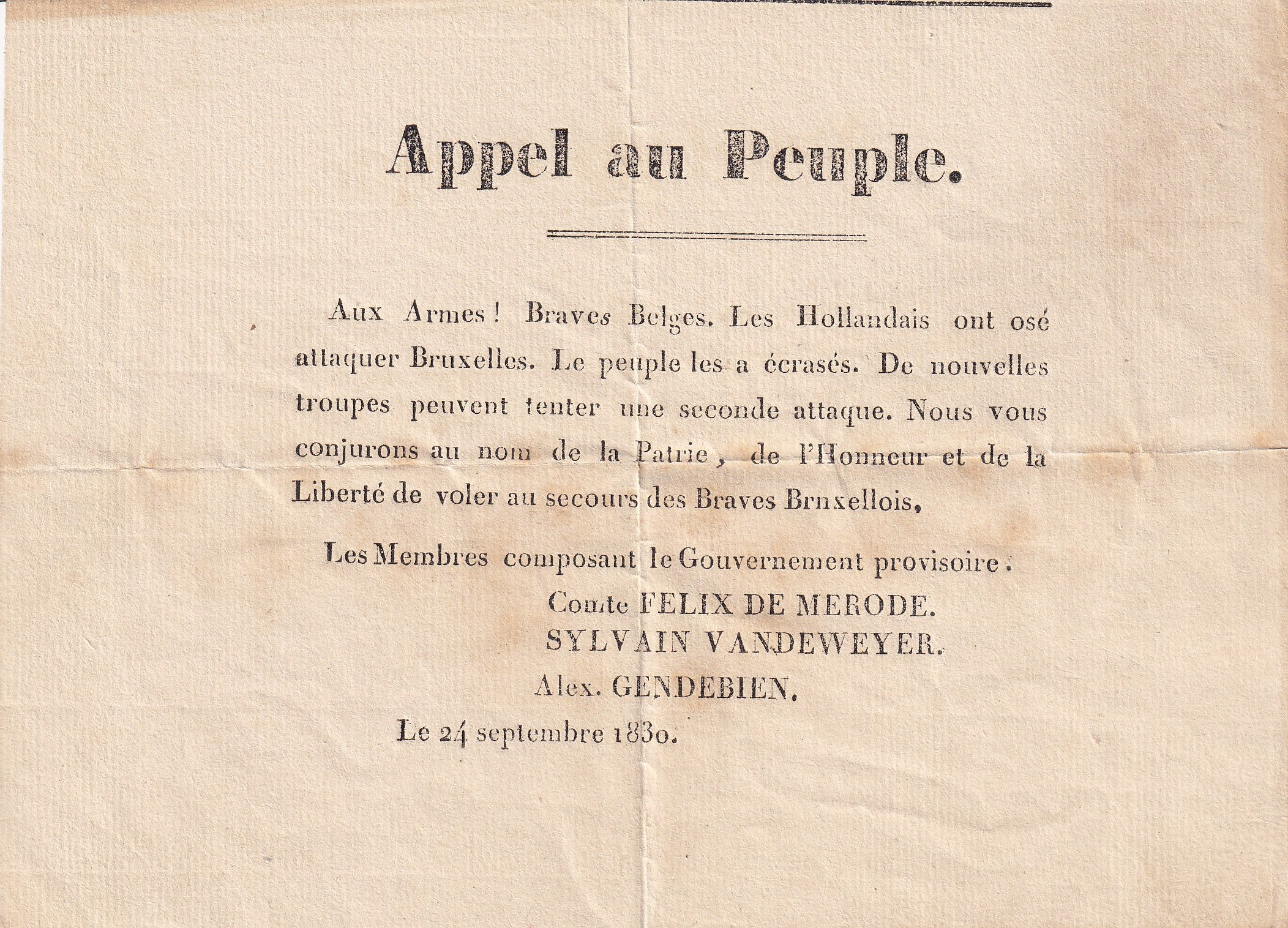
L'appel à la participation du peuple belge à la révolution, lancé par le Gouvernement provisoire de Belgique le 24 septembre 1830, au début des Journées de Septembre.

À la suite des émeutes d'août 1830 à Bruxelles, la population des Pays-Bas méridionaux, majoritairement catholique, se révolte contre le régime « hollandais » mené depuis La Haye par Guillaume Ier d'Orange-Nassau, souverain de ce qui est alors le Royaume uni des Pays-Bas. La révolution belge prend forme, y compris de manière militaire, et de nombreux corps francs issus des quatre coins des huit provinces sécessionnistes ainsi que du Grand-duché de Luxembourg, se joignent au mouvement insurrectionnel en chassant progressivement les troupes de l'armée du Royaume uni des Pays-Bas dans un conflit qui devient la guerre belgo-néerlandaise. A l’issue des Journées de Septembre, l'armée du Prince d'Orange, le fils du roi, est vaincue à Bruxelles et, le 4 octobre 1830, le gouvernement provisoire proclame l'indépendance de la Belgique. Celle-ci est reconnue dès le 20 décembre par les puissances internationales réunies lors de la conférence de Londres.

### Genèse et débats autour de l'octroi et de la forme des «Récompenses Nationales»

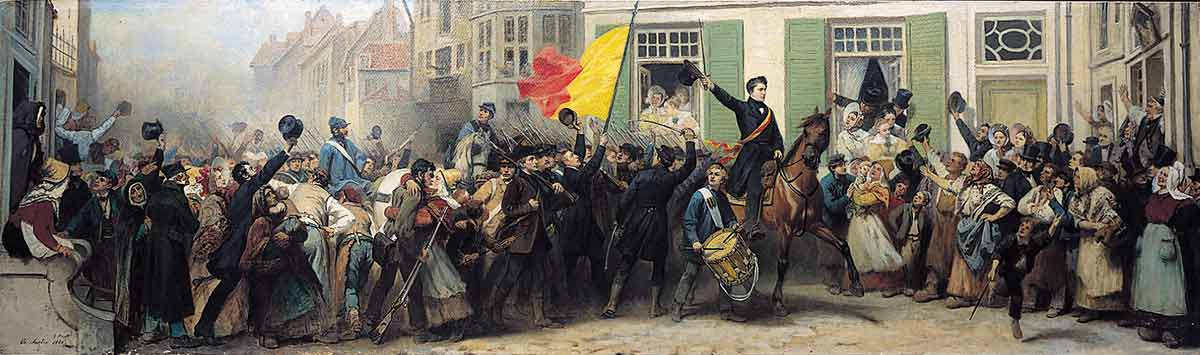
Un premier texte du décret envisageait de décerner des « Récompenses Nationales » aux corps francs s'étant engagés dans la révolution belge, comme ici le corps franc liégeois, peint sur la toile de Charles Soubre : Arrivée de Charles Rogier et des volontaires liégeois à Bruxelles de 1880.

Le 26 février 1831, à la suite d'une proposition de François Joseph Beyts, le Congrès National décide de l'octroi de « Récompenses Nationales » aux membres du gouvernement provisoire de Belgique, se traduisant par une indemnité de 150 000 florins. Quelques mois plus tard, l'idée de  « Récompenses Nationales » revient sur la table du Congrès, mais cette fois pour la population ayant participé à la révolution belge. Un premier décret est présenté au Congrès le 26 mai 1831, dont l'article premier envisage de décerner des récompenses individuelles sont formes d'« Étoile d'honneur » : 

« Une étoile d'honneur sera décernée à ceux qui ont signalé leur dévouement à la cause de la révolution belge, soit par une bravoure éclatante dans les combats, soit par d'autres services éminents. »

Celui-ci est toutefois refusé par vote et, à la suite de cette décision, les articles 2 et 3 du futur décret sont amendés, réglant la forme de la décoration et disposant qu'elle soit représentée sur le monument aux martyrs de la révolution de 1830. À la suite des débats quant au vote du Congrès contre l'octroi d’étoiles d’honneur individuelles, Alexandre de Robaulx précise à l'assemblée que « (...) Lorsque vous avez décidé qu'il ne serait pas décerné des étoiles d'honneur, vous n'avez pas voulu refuser aux braves de septembre les récompenses qu'ils ont si bien méritées, mais vous avez cru que ce projet qui vous était présenté n'atteindrait pas ce but, parce qu'il serait difficile et presque impossible de trouver les braves qui ont réellement mérité cette distinction. (...) ». L'année suivante, la loi du 8 octobre 1833 crée la Croix de fer, distinction personnelle remise aux participants et combattants de la révolution belge.
La première ébauche de l'article 4 du décret propose quant à lui l'octroi de récompenses aux « corps de volontaires qui se sont portés sur les lieux menacés par l'ennemi ». Cette partie est amendée à la demande de François Pirson (nl) qui fait remarquer que ces corps n'existent plus pour la plupart, car ils se sont dissous ou ont été intégrés à la nouvelle armée belge. Il ajoute qu'il « suffit que ces drapeaux soient décernés aux villes et communes qui, au jour du danger, ont bien mérité de la patrie. » C'est cette version finale du décret qui est votée et qui crée la Commission des Récompenses Nationale, chargée de faire élaborer les Drapeaux et de choisir les communes récipiendaires.
Plusieurs membres se portent toutefois contre l'idée d'octroi de récompenses aux citoyens. Ainsi, Jules Frison (nl) déclare être contre le projet, estimant qu'« Il est dangereux, parce qu'il deviendra un ferment de discorde parmi nous, dans un moment où l'union est indispensable. ».

### Décret

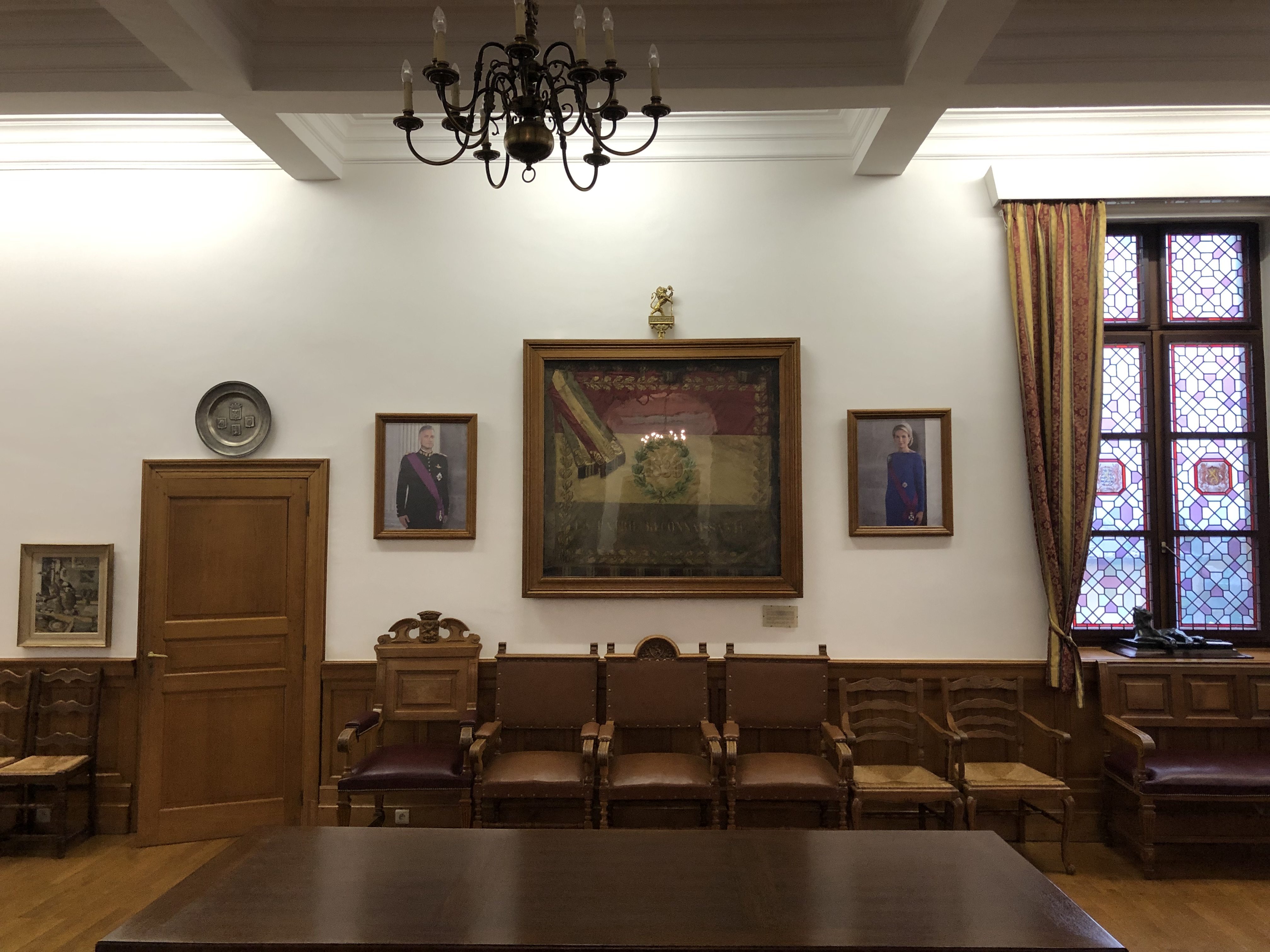
Le Drapeau d'Honneur d'Arlon, exposé dans la salle des mariages de l'hôtel de ville.

Le 28 mai 1831, après plusieurs discussions et amendements, le Congrès national, avec 144 membres présents, vote le décret sur les Récompenses Nationales par 125 votes « pour » et 19 « contre ». Parmi les opposants se trouvent notamment Guillaume Dumont, Lucien Jottrand, Joseph Fleussu (nl), Eugène de Smet ou encore Alexandre Rodenbach.
Le texte du décret est retranscrit comme tel sur le diplôme décerné aux communes en plus de leur Drapeau d'Honneur :

« Le Congrès National, considérant qu'il est juste de récompenser le dévouement des communes qui se sont signalées en prenant part glorieuse au triomphe de la cause nationale, décrète :
Art. 1er, Des drapeaux d'honneur seront décernés aux villes et communes dont les volontaires se sont portés sur les lieux menacés par l'ennemi, ou qui ont contribué d'une manière efficace au succès de la révolution. Ces drapeaux seront aux couleurs nationales. Ils seront surmontés d'un lion belgique au bas duquel se trouvera d'un côté, le mot Liberté, et de l'autre le millésime MDCCCXXX (1830). »
2. La commission qui décernera ces drapeaux sera composée des membres actuellement en fonctions de la commission des récompenses créée à Bruxelles, et de neuf membres du congrès, nommés par l'assemblée et pris dans les différentes provinces.
3. Les drapeaux décernés par la commission seront distribués par le Chef de l’État au nom du peuple Belge.
4. L'arrêté du Gouvernement provisoire en date du 14 janvier dernier (Bulletin Officiel n°VI) est abolis
Charge le pouvoir exécutif du présent décret.
Bruxelles, le palais de la nation, le 28 mai 1831.
Les Secrétaires membres du Congrès national
Liedts, De Brouckère, Vilain XIIII, Nothomb »

### Commission

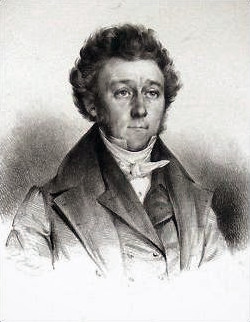
Alexandre Gendebien est nommé président de la « Commission des Récompenses Nationales », créée le 15 juin 1831 par le Congrès national.

À la suite de l'adoption du décret sur les Récompenses Nationales du 28 mai 1831, le Congrès national met en place une commission ayant pour but de définir à quelles communes seront attribuées les cent Drapeaux d'Honneur. Elle est instituée le 15 juin 1831, nommée Commission des Récompenses Nationales et présidée par Alexandre Gendebien. En plus de ce-dernier et de deux secrétaires (A. Pelseneer e J-B De Moor), elle se compose de huit membres en fonction au Congrès ainsi que de neuf membres supplémentaires adjoints à la commission. Ceux-ci sont nommés par l’assemblée afin de représenter les huit provinces des Pays-Bas méridionaux initialement sécessionnistes, ainsi que le Grand-duché de Luxembourg (annexé de manière unilatérale depuis le 16 octobre 1830) et sont respectivement :
- Province d'Anvers : François de Robiano
- Province de Brabant : Joseph van der Linden d'Hooghvorst
- Province de Flandre-Occidentale : Jean Goethals
- Province de Flandre-Orientale : Charles Annez de Zillebeke
- Province de Hainaut : Alexandre Gendebien
- Province de Liège : Jean de Behr
- Province de Limbourg : Félix de Mérode
- Province de Luxembourg : Jean-Bernard Marlet
- Province de Namur : Jean-Baptiste Brabant

## Cérémonie de remise

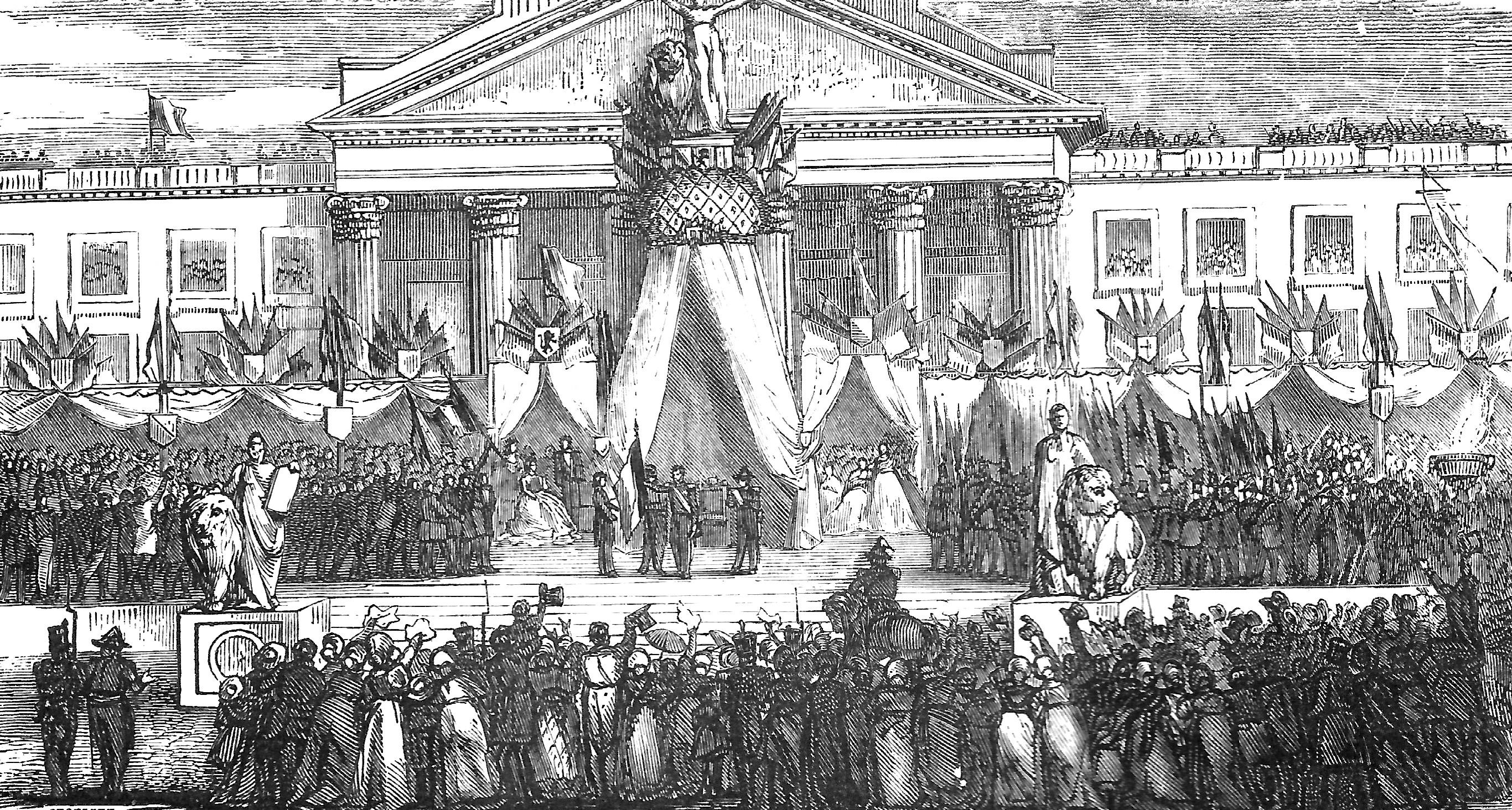
La cérémonie de remise des Drapeaux et de leurs diplômes eut lieu symboliquement le 27 septembre 1832 sur la Place Royale de Bruxelles, haut lieu des Journées de Septembre. Ici une gravure datant de 1868 où le drapeau de la Belgique est déjà placé verticalement.

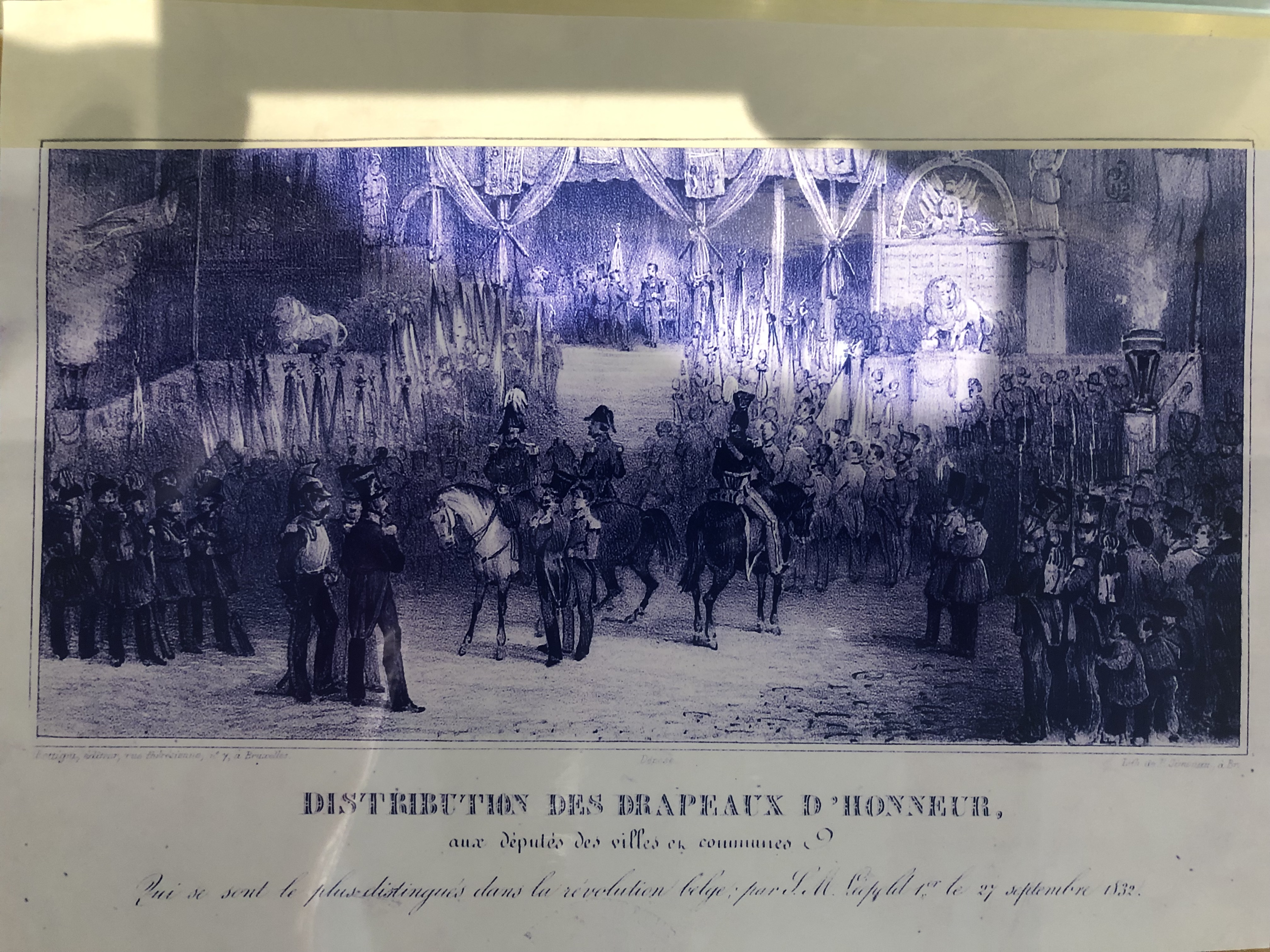
La distribution des drapeaux.

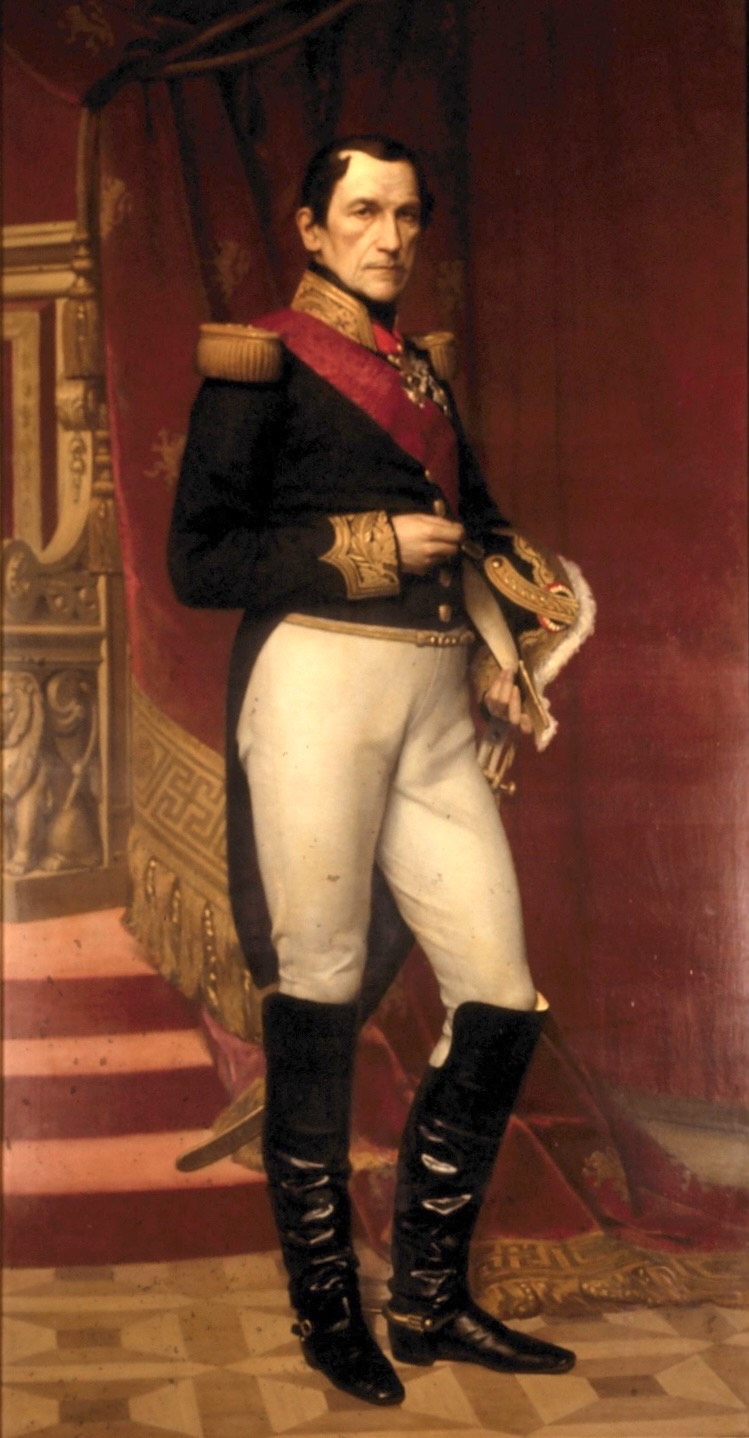
Le premier roi des Belges, Léopold Ier.

L'idée d'une cérémonie fastueuse est lancée dès 1831, alors que la Belgique n'a pas encore de roi, la régence du chef de l’État étant alors assurée par Érasme-Louis Surlet de Chokier. Le 26 mai, Charles Rogier déclare au Congrès national :

« J'appelle l'attention du Congrès sur cette cérémonie qui présenterait un spectacle imposant et grandiose, qui pourrait, par exemple, avoir lieu à l'époque de l'élection du chef de l'État, que la distribution des drapeaux rapprocherait ainsi de la révolution. Les volontaires seraient satisfaits, les communes seraient récompensées par le dépôt qu'elles recevraient de ces glorieux étendards : car, chose remarquable ! messieurs, on peut dire que notre révolution a été communale ; que chaque commune a joué son rôle à part. Une seule, qui a refusé de s'associer tout d'abord au mouvement, en est à regretter aujourd'hui de n'avoir pas embrassé la cause commune. »

La cérémonie de remise des Drapeaux et de leurs diplômes eut lieu sur la Place Royale de Bruxelles, devant la cathédrale Saint-Jacques-sur-Coudenberg, le 27 septembre 1832. La date, tout comme le lieu, n'est pas anodine et commémore précisément l'anniversaire de la fin des Quatre Jours de Bruxelles, lors desquelles l'armée néerlandaise du prince Frédéric d'Orange-Nassau avait été chassée de la nouvelle capitale belge. La place n'avait jamais pu être prise par les Néerlandais, grâce à la résistance des volontaires belges qui s'y étaient barricadés. C'est également à cet endroit que s'étaient déroulés certains des combats, non loin du parc de Bruxelles et où le premier roi des Belges, Léopold Ier, prêta serment le 21 juillet 1831.

Les blessés et anciens combattants de la révolution belge avaient été invités pour l'occasion. Une vaste estrade adossée à la cathédrale supportait un dôme couvert de bannières tricolores qui abritait le trône royal. Deux statues placées à côté de deux lions majestueux représentaient la constitution belge et la force. Une statue colossale de la Belgique dominait lʼédifice et la place. A midi, les drapeaux déposés au palais royal de Bruxelles sont amenés sur l’estrade par cent sous-officiers de la garde civique et de l’armée belge. La nouvelle et première reine des Belges (depuis le 9 août) Louise-Marie, suivait le cortège accompagnée de son frère, le duc d'Orléans, tous deux enfants du roi des Français Louis-Philippe Ier, sous les applaudissements et les cris de « Vive la Reine! ». Une salve de 21 coups de canon annonce ensuite l’arrivée du roi Léopold. Ils sont accueillis par les membres de la Commission des Récompenses et son président, Alexandre Gendebien. Celui-ci s'adresse au roi en lui disant: 

« Sire, ce jour, si glorieux pour la nation, est aussi bien doux pour le cœur de Votre Majesté, puisque, après quinze mois d'un règne laborieux et de pénibles contrariétés, elle trouve dans les acclamations du peuple de consolantes compensations. Sire, entouré de l'élite de la nation et de tant de braves, Votre Majesté doit être rassurée sur le sort de la Belgique. La nation a mis sa confiance en vous, Sire ; elle est digne de la vôtre. Fort de cette confiance réciproque, n'hésitez pas à donner le signal du combat, et j'ose garantir à Votre Majesté un anniversaire plus glorieux encore que celui qui nous cause aujourd’hui tant d'émotions. »

Au pied de lʼestrade, le souverain prononçe à son tour un discours avant de remettre Drapeaux et diplômes aux différents représentants des communes, accompagné du ministre de lʼintérieur, Barthélemy de Theux de Meylandt : 

« Jʼéprouve une vive satisfaction de pouvoir prendre part en personne à une solennité dont la législature a décrété la célébration. Les événements dont ce jour est lʼanniversaire ont consacré lʼindépendance de la Belgique. À ce titre, ils ont droit à la commémoration la plus éclatante. Cʼétait pour repousser lʼenvahissement du sol de la Belgique, pour défendre vos foyers et tout ce quʼun citoyen peut avoir de plus cher, que vous aviez pris les armes. Votre bravoure a obtenu le succès le plus complet. Une armée ennemie, supérieure en nombre, composée de forces régulières et bien organisées, a dû vous céder le terrain. Vous avez su la refouler jusque dans son propre pays ; vous nʼavez été arrêtés que par votre modération. Vous avez mérité le signe glorieux que la reconnaissance publique offre à chacune des communes venues au secours de la capitale. La patrie, dans des jours d'épreuve, ne réclamera pas en vain le secours de vos bras. Vous saurez combattre encore avec le même courage pour cette nationalité qui vous est précieuse, et prouver à l'Europe qu'un peuple qui chérit son indépendance et qui est résolu à la défendre au prix de tous les sacrifices, ne saurait être aisément subjugué. »

Après la distribution des drapeaux, le major Herman Kessels s'adressa à son tour au roi en parlant au nom des blessés de septembre. Quelques heures plus tard, un banquet fut offert aux blessés sous les arcades du palais de justice de Bruxelles.

## Drapeaux

### Description
| |  |  |
| Détail du socle de la hampe du drapeau avec, d'un côté, l'inscription « LIBERTE » et, de l’autre, le millésime « 1830 » en chiffres romains : « MDCCCXXX », le tout surmonté d'un lion belgique |  |  |

Les drapeaux sont en soie taffetas et arborent les trois couleurs du premier drapeau belge, basé sur le drapeau de la révolution brabançonne et disposé de manière horizontale, soit, de haut en bas, le rouge, le jaune et le noir. Ils ont une forme rectangulaire de 1,20 mètres par 1,30 mètres. Le pourtour est orné de feuilles de chêne entrelacées. Sur la bande rouge est inscrit en lettres capitales dorées « A LA COMMUNE DE (nom de la commune) », tandis que sur la bande noire est inscrit  « LA PATRIE DE RECONNAISSANTE ». Cette inscription est en français pour tous les drapeaux, y compris ceux des communes néerlandophones ou luxembourgeoises, puisqu'à l'époque, la Belgique ne disposait que d'une seule langue nationale : le français. Sur la bande jaune se trouve le millésime de la révolution belge, « 1830 », entouré d'une couronne de feuilles de laurier. Les trois côtés sont frangés aux couleurs nationales de la Belgique, le quatrième porte les anneaux de la hampe. Celle-ci est surmontée d'une douille ornée de feuillages, d'un socle en forme de parallélépipède rectangle dont la base est ornée de rosaces et de volutes ainsi que d'un Lion belgique en cuivre doré. Sur l'une des face du parallélépipède est inscrit « LIBERTE » et sur l'autre le millésime « 1830 » en chiffres romains, soit « MDCCCXXX ». Les petits côtés portent un foudre. Le lion qui se dresse tient une pique, une des armes des révolutionnaires. Celle-ci est surmontée d'un bonnet de la liberté. Dans l'angle supérieur droit est noué un ruban aux couleurs nationales.

### Liste
Voici la liste des 100 drapeaux d'Honneur décernés : 
| Commune              | Province ou autre pays actuel   | État actuel connu | Emplacement | Image |
| -------------------- | ------------------------------- | ----------------- | --- | ----- |
| Aarschot             | Province de Brabant             | Original          | Conservé au musée d'Aarschot |       |
| Alost                | Province de Flandre-Orientale   |                   | |       |
| Andenne              | Province de Namur               | Disparu,          | |       |
| Anderlecht           | Province de Brabant             |                   | |       |
| Ans-et-Glain         | Province de Liège               | Disparu           | Une copie est exposée à l'hôtel de ville (salle du Conseil) |       |
| Anvers               | Province d'Anvers               |                   | |       |
| Arlon                | Province de Luxembourg          | Original          | Exposé à l’hôtel de ville (salle des mariages) |       |
| Ath                  | Province de Hainaut             |                   | Conservé au musée d'histoire et de folklore |       |
| Bastogne             | Province de Luxembourg          | Original          | Exposé à l’hôtel de ville (salle du Conseil communal) |       |
| Binche               | Province de Hainaut             |                   | Exposé dans la salle du Conseil communal de l’hôtel de ville |       |
| Boitsfort            | Province de Brabant             | Original          | Exposé non-déplié dans la salle du conseil de l'hôtel de ville de Watermael-Boitsfort |       |
| Boom                 | Province d'Anvers               |                   | |       |
| Bouillon             | Province de Luxembourg          | Original          | Conservé au Musée ducal |       |
| Braine-l'Alleud      | Province de Brabant             | Original          | Exposé à l'administration communale |       |
| Braine-le-Comte      | Province de Hainaut             |                   | |       |
| Bruges               | Province de Flandre-Occidentale |                   | |       |
| Bruxelles            | Province de Brabant             |                   | Conservé à la Maison du Roi |       |
| Charleroi            | Province de Hainaut             |                   | |       |
| Châtelet             | Province de Hainaut             | Original          | Exposé dans la salle du conseil communal. |       |
| Courtrai             | Province de Flandre-Occidentale |                   | |       |
| Couvin               | Province de Namur               |                   | |       |
| Diest                | Province de Brabant             |                   | |       |
| Dinant               | Province de Namur               | Original          | Exposé à l'hôtel de ville |       |
| Dison                | Province de Liège               |                   | |       |
| Dour                 | Province de Hainaut             | Disparu           | |       |
| Enghien              | Province de Hainaut             | Original          | Exposé à l'office du tourisme. |       |
| Ensival              | Province de Liège               |                   | |       |
| Fayt-lez-Manage      | Province de Hainaut             |                   | |       |
| Fleurus              | Province de Hainaut             |                   | |       |
| Fontaine-l'Evêque    | Province de Hainaut             | Original          | |       |
| Gand                 | Province de Flandre-Orientale   | Original          | |       |
| Geel                 | Province d'Anvers               |                   | |       |
| Gembloux             | Province de Namur               | Restauré          | Exposé dans la salle des mariages de la maison du Bailli |       |
| Genappe              | Province de Brabant             | Restauré          | Exposé à l'hôtel de ville |       |
| Gosselies            | Province de Hainaut             |                   | Exposé au centre civique |       |
| Grace-Montegnée      | Province de Liège               | Original          | Conservé dans la salle des mariages de l'ancienne maison communale de Montegnée |       |
| Grammont             | Province de Flandre-Orientale   |                   | Conservé à l'hôtel de ville |       |
| Grez-Doiceau         | Province de Brabant             |                   | |       |
| Hal                  | Province de Brabant             |                   | |       |
| Hasselt              | Province de Limbourg            |                   | |       |
| Herenthout           | Province d'Anvers               |                   | |       |
| Hermée               | Province de Liège               |                   | |       |
| Herselt              | Province d'Anvers               |                   | |       |
| Herstal              | Province de Liège               |                   | |       |
| Herve                | Province de Liège               | Disparu           | Une nouvelle version, avec la disposition verticale moderne du drapeau belge a été offerte à la commune avec d'autres différences majeures par rapport à l'original. Elle est conservée à l'hôtel de ville. |       |
| Heverlee             | Province de Brabant             |                   | |       |
| Hodimont             | Province de Liège               | Original          | Conservé aux archives de la ville de Verviers |       |
| Huy                  | Province de Liège               |                   | |       |
| Ixelles              | Province de Brabant             | Original          | Exposé à l’hôtel de ville |       |
| Jemappes             | Province de Hainaut             |                   | |       |
| Jemeppe-sur-Meuse    | Province de Liège               |                   | |       |
| Jodoigne             | Province de Brabant             | Restauré          | Exposé à l'hôtel de ville (salle des Calèches) |       |
| La Hestre            | Province de Hainaut             |                   | |       |
| La Hulpe             | Province de Brabant             |                   | |       |
| Leeuw-Saint-Pierre   | Province de Brabant             |                   | |       |
| Leuze-en-Hainaut     | Province de Hainaut             |                   | |       |
| Liège                | Province de Liège               | Restauré          | Exposé à l’hôtel de ville |       |
| Lierre               | Province d'Anvers               |                   | |       |
| Louvain              | Province de Brabant             |                   | |       |
| Luxembourg-ville     | Luxembourg                      | Original          | Conservé au musée royal de l'Armée et d'Histoire militaire |       |
| Maaseik              | Province de Limbourg            |                   | |       |
| Maffle               | Province de Hainaut             | Original          | Conservé au musée royal de l'Armée et d'Histoire militaire |       |
| Meerhout             | Province d'Anvers               |                   | |       |
| Menin                | Province de Flandre-Occidentale |                   | |       |
| Meslin-l'Evêque      | Province de Hainaut             | Original          | Conservé à l'ancien hôtel de ville. |       |
| Mol                  | Province d'Anvers               |                   | |       |
| Molenbeek-Saint-Jean | Province de Brabant             | Original          | Conservé au château du Karreveld |       |
| Mons                 | Province de Hainaut             |                   | |       |
| Morlanwelz           | Province de Hainaut             |                   | |       |
| Namur                | Province de Namur               | Original          | Conservé dans les réserves du pôle muséeal « Les Bateliers » |       |
| Neufchâteau          | Province de Luxembourg          | Original          | Exposé à l'hôtel de ville |       |
| Nivelles             | Province de Brabant             |                   | |       |
| Ostende              | Province de Flandre-Occidentale |                   | |       |
| Overijse             | Province de Brabant             |                   | |       |
| Paris                | France                          | Lambeaux          | Conservé au Musée royal de l'Armée et d'Histoire militaire |       |
| Péruwelz             | Province de Hainaut             |                   | |       |
| Perwez               | Province de Brabant             | Disparu           | Copie (non fidèle) exposée dans le hall d'entrée de l'hôtel de ville. |       |
| Philippeville        | Province de Namur               | Restauré          | Exposé à l'office du tourisme |       |
| Quaregnon            | Province de Hainaut             |                   | |       |
| Quiévrain            | Province de Hainaut             | Original          | Conservé à l'administration communale |       |
| Rebecq-Rognon        | Province de Brabant             |                   | |       |
| Ruremonde            | Pays-Bas                        |                   | |       |
| Renaix               | Province de Flandre-Orientale   |                   | |       |
| Roulers              | Province de Flandre-Occidentale | Original          | Exposé à la brasserie Rodenbach |       |
| Saintes              | Province de Brabant             | Restauré          | |       |
| Saint-Ghislain       | Province de Hainaut             |                   | |       |
| Sclayn               | Province de Namur               |                   | |       |
| Seneffe              | Province de Hainaut             | Restauré          | Exposé à la maison communale |       |
| Soignies             | Province de Hainaut             |                   | |       |
| Termonde             | Province de Flandre-Orientale   |                   | |       |
| Tervuren             | Province de Brabant             |                   | |       |
| Thuin                | Province de Hainaut             |                   | |       |
| Tielt                | Province de Flandre-Occidentale |                   | |       |
| Tirlemont            | Province de Brabant             |                   | |       |
| Tournai              | Province de Hainaut             |                   | |       |
| Venlo                | Pays-Bas                        |                   | |       |
| Verviers             | Province de Liège               | Restauré          | Conservé aux archives de la ville. |       |
| Waterloo             | Province de Brabant             | Original          | Exposé au musée de la ville, dans le bâtiment de l'office du tourisme. |       |
| Wavre                | Province de Brabant             | Disparu           | Copie remise à la ville en 1955, exposée à la maison communale. |       |
| Westerlo             | Province d'Anvers               |                   | |       |

### Particularités

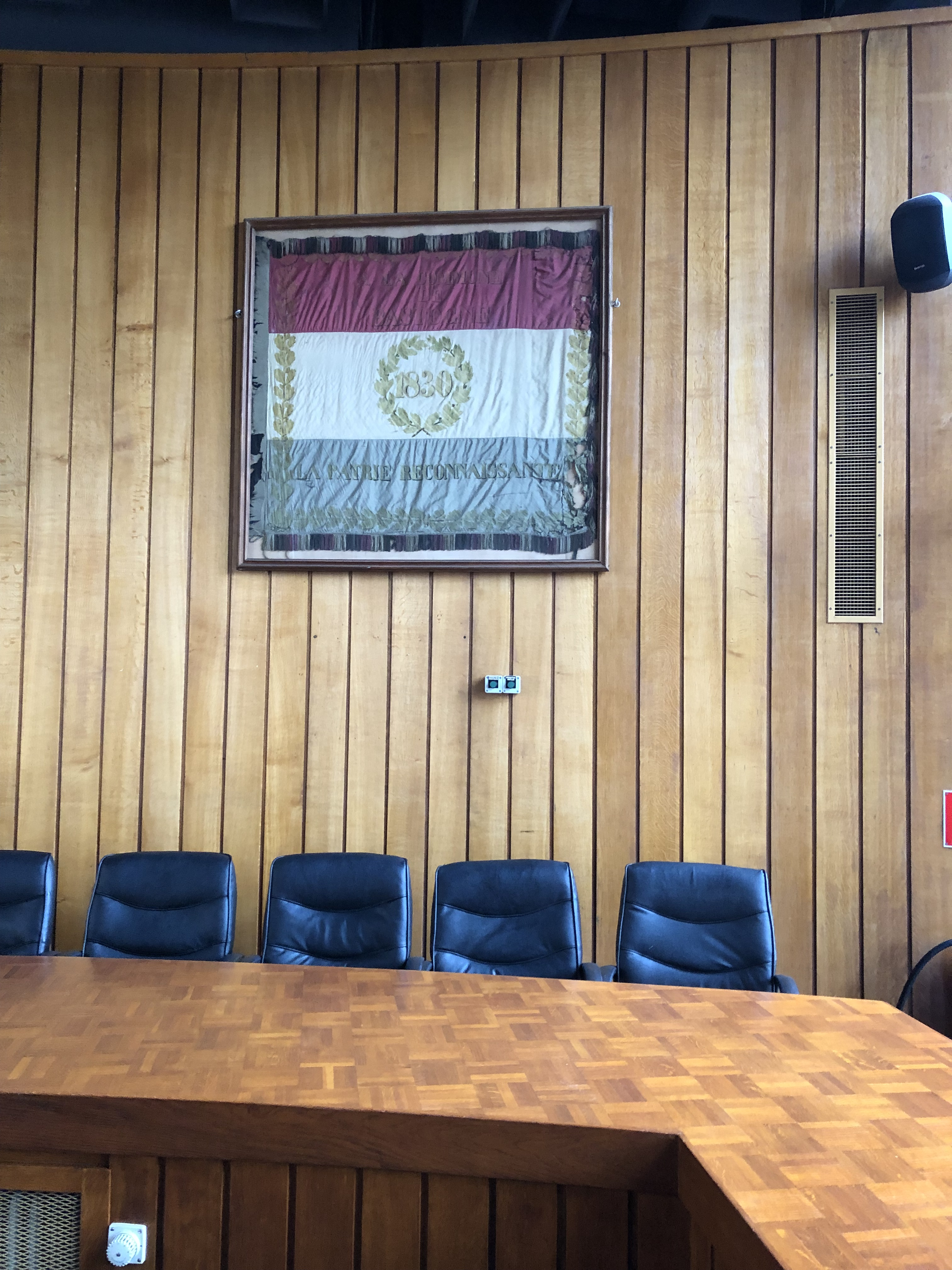
Ironiquement, le temps fait évoluer les couleurs sur les drapeaux en soie vers le rouge-blanc-bleu, comme l'est précisément le drapeau des Pays-Bas.

- Les cent Drapeaux d'Honneur sont l'une des dernières utilisations officielles du drapeau belge avec sa forme horizontale.
- Sur les cent Drapeaux décernés, un seul fut décerné à une commune étrangère :  Paris, la capitale du Royaume de France, à titre de représentation de l'ensemble de la participation française à la révolution belge de 1830. Un drapeau fut octroyé à Luxembourg-ville car, à l'époque, la Belgique considérait que l'ensemble du Grand-duché de Luxembourg faisait partie de son territoire. Il en va de même pour Ruremonde et Venlo.
- Le drapeau de la ville de Luxembourg ne reçut aucune délégation et n'y fut jamais ramené, pour des raisons politiques[48]. En effet, bien que le Grand-duché de Luxembourg ait été annexé par la Belgique, un réduit territorial subsistait dans un rayon de deux lieues autour de la forteresse de Luxembourg, qui demeurait sous le contrôle de Guillaume Ier, également le grand-duc de Luxembourg. Après une première contre-révolution manquée, les orangistes luxembourgeois demeuraient influents et des incidents continuaient d'émailler les relations entre la Belgique et le Luxembourg. Raison pour laquelle le drapeau fut conservé au musée royal de l'Armée et d'Histoire militaire de Bruxelles.
- Deux communes récipiendaires autrefois belges se trouvent actuellement aux Pays-Bas : Ruremonde et Venlo, redevenues néerlandaises à la suite de la scission du Limbourg par le traité des XXIV articles du 19 avril 1839.
- Certaines communes étant devenues des sections, notamment après la fusion des communes de Belgique de 1977, une commune actuelle peut disposer de plusieurs drapeaux différents, comme Ath ou Verviers, par exemple.
- Avec le temps, les drapeaux originaux non restaurés ont vu leurs couleurs s'effacer progressivement et tendre à devenir rouge-blanc-bleu, comme l'est ironiquement le drapeau des Pays-Bas, desquels la Belgique prit son indépendance en 1830.
- Les Drapeaux d'Honneur furent décernés alors que la guerre belgo-néerlandaise faisait encore rage (elle ne prend fin qu'avec la convention de Zonhoven signée le 18 novembre 1833) et que l'indépendance de la Belgique n'est pas reconnue par Guillaume Ier et les Pays-Bas. Dans ce contexte, le drapeau de la ville d'Anvers lui fut remis  alors que la garnison néerlandaise occupait toujours la citadelle d'Anvers et n'en fut délogée que lors du siège mené par l'armée française du 15 novembre au 23 décembre 1832.

## Diplôme

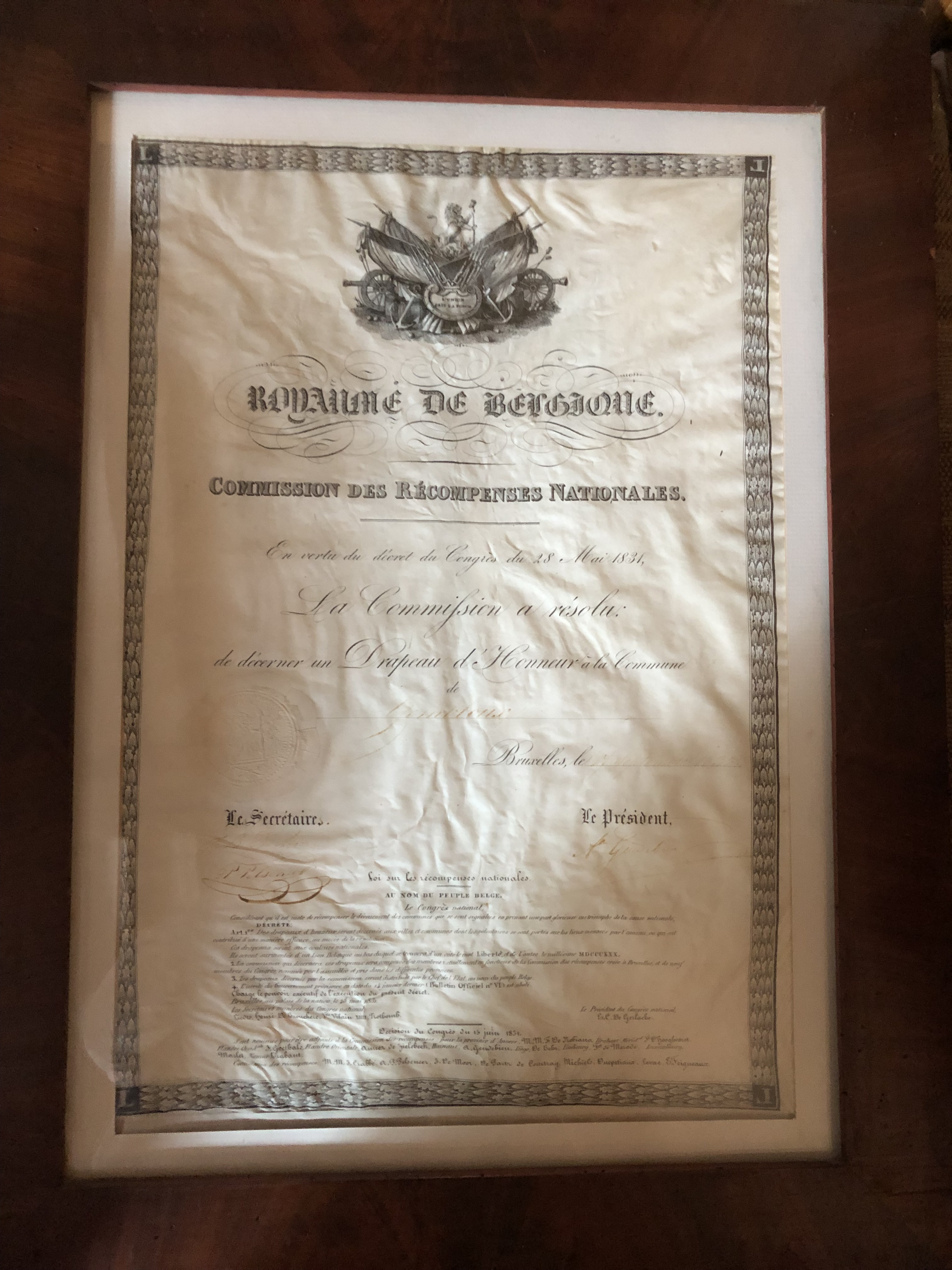
Le diplôme accompagnant le drapeau de Gembloux.

La remise du drapeau s'accompagne de celle d'un diplôme de la Commission des Récompenses Nationales, attestant officiellement de l'acte de décernement. Celui-ci renseigne : 

« En vertu du décret du Congrès du 28 mai 1831, la Commission a résolu de décerner un Drapeau d'Honneur à la Commune de (nom de la commune). »

Il est orné d'un lion belgique se dressant sur des quatre drapeaux belges où le noir est déjà porté à la hampe, eux-mêmes posés sur des canons, des barils de poudre, des fusils à baïonnette et deux ancres marines, représentant la lutte pour l'indépendance de la Belgique. Au centre se trouve inscrit la devise de la Belgique : l'union fait la force. Il est daté en date du 27 septembre 1832 et signé par le Secrétaire et par le Président de la Commission des Récompenses Nationales. Il reprend ensuite le décret du Congrès National octroyant les Drapeaux, ainsi que la composition des membres de la Commission et de chacun des neufs adjoints provinciaux.
Tout comme les Drapeaux, l'ensemble des textes sur les diplômes sont en français, peu importe la commune récipiendaire, puisque c'était à l'époque la seule langue nationale du royaume.

## Utilisation postérieure

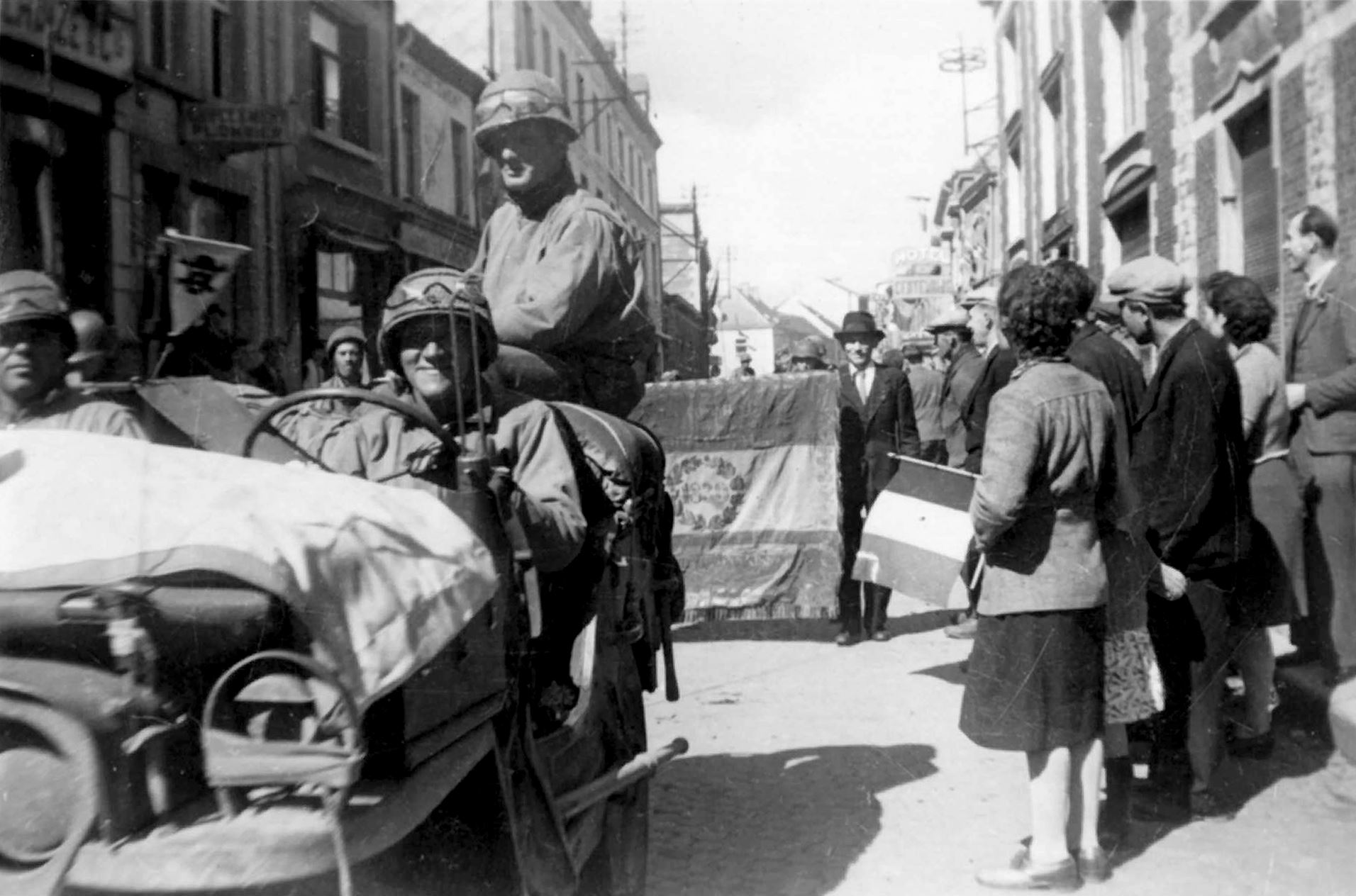
Le Drapeau d'Honneur de Neufchâteau, porté par les anciens combattants de l'armée belge lors de la libération de la ville, le 9 septembre 1944.

- Lors des célébrations du centenaire de l'indépendance de la Belgique, le drapeau d'Arlon fut sorti devant le palais provincial et salué par le roi des Belges, Albert Ier[50]. Il en fut de même à Mons, lorsque le roi Albert et la reine Élisabeth vinrent saluer le monument aux morts de 1830[51].
- Le Drapeau d'Honneur de Neufchâteau fut porté dans les rues par les anciens combattants de l'armée belge lors de la libération de la ville à la fin de l'occupation allemande de la Belgique pendant la Seconde Guerre mondiale, le 9 septembre 1944.

## Autres drapeaux d'honneur liés à la révolution
- Un drapeau commémoratif des Quatre Jours de Bruxelles fut octroyé à la ville après les combats. Lui aussi est au format horizontal et l'on peut y lire l'inscription « Journées des 23, 24, 25, 26 septembre 1830, Liberté Ordre Public ». Il est conservé au musée de la ville de Bruxelles et est inscrit à l'inventaire du patrimoine mobilier de la ville[52].
- Pour leur action lors de la tentative de coup d'état orangiste de 1831 à Gand, le corps des pompiers gantois reçut un drapeau d'honneur[53] avec indiqué, en français, sur une face « Aux sapeurs-pompiers. La Belgique reconnaissante » et, sur l'autre, « Gand 2 février 1831 ». Outre les couleurs belges, on y retrouve les deux canons du corps qui ont servi a arrêté les putschistes, entourés de lauriers dorés.